# Leptogaster linearis
Leptogaster linearis är en tvåvingeart som beskrevs av Becker 1906. Leptogaster linearis ingår i släktet Leptogaster och familjen rovflugor.
Artens utbredningsområde är Tunisien. Inga underarter finns listade i Catalogue of Life.